# Каппельродек
Каппельродек (нім. Kappelrodeck) — громада в Німеччині, знаходиться в землі Баден-Вюртемберг. Підпорядковується адміністративному округу Фрайбург. Входить до складу району Ортенау.
Площа — 17,93 км2. Населення становить 6135 ос. (станом на 31 грудня 2020).